# Villers-lès-Nancy
Villers-lès-Nancy és un municipi francès, situat al departament de Meurthe i Mosel·la i a la regió del Gran Est, als afores de la ciutat de Nancy. L'any 2006 tenia 15.375 habitants.